# Amoklauf in Eppstein-Vockenhausen
Der Amoklauf in Eppstein-Vockenhausen ereignete sich am 3. Juni 1983 in der Freiherr-vom-Stein-Schule in Vockenhausen (Main-Taunus-Kreis). Der 34-jährige Karel Charva tötete fünf Menschen und anschließend sich selbst. 14 weitere Menschen wurden verletzt, einige von ihnen schwer. Die Tat ist einer der folgenschwersten Amokläufe an einer Schule in Deutschland seit 1945.

## Tathergang
Gegen 10:45 Uhr betrat Charva den Klassenraum einer sechsten Klasse der Freiherr-vom-Stein-Schule und eröffnete das Feuer auf den Lehrer Franz-Adolf Gehlhaar. Dieser wurde von acht Schüssen getroffen, überlebte jedoch. Aus zwei Pistolen feuerte Charva dann auf die Schüler sowie auf den aus einem Nachbarraum herbeigeeilten Rektor der Schule. Drei der Schüler und der Rektor kamen dabei ums Leben.
Der auf dem Schulhof mit Verkehrserziehung befasste Polizist Gisbert Beck stellte sich dem Amokläufer unbewaffnet entgegen und wurde von ihm erschossen. Insgesamt wurden weitere 14 Menschen bei dem Amoklauf verletzt, einige von ihnen schwer.
Als die Eppsteiner Polizei am Tatort eintraf, verbarrikadierte sich der Täter in einem Klassenraum und tötete sich schließlich selbst.

## Täter
Karel Charva wurde 1948 in der damaligen Tschechoslowakei geboren. Er floh 1968 im Zuge des Prager Frühlings nach der Intervention der Truppen des Warschauer Pakts nach Deutschland. 1971 wurde ihm Politisches Asyl gewährt. Zuletzt hatte er für eine Frankfurter Sicherheitsfirma gearbeitet.

## Erinnerung

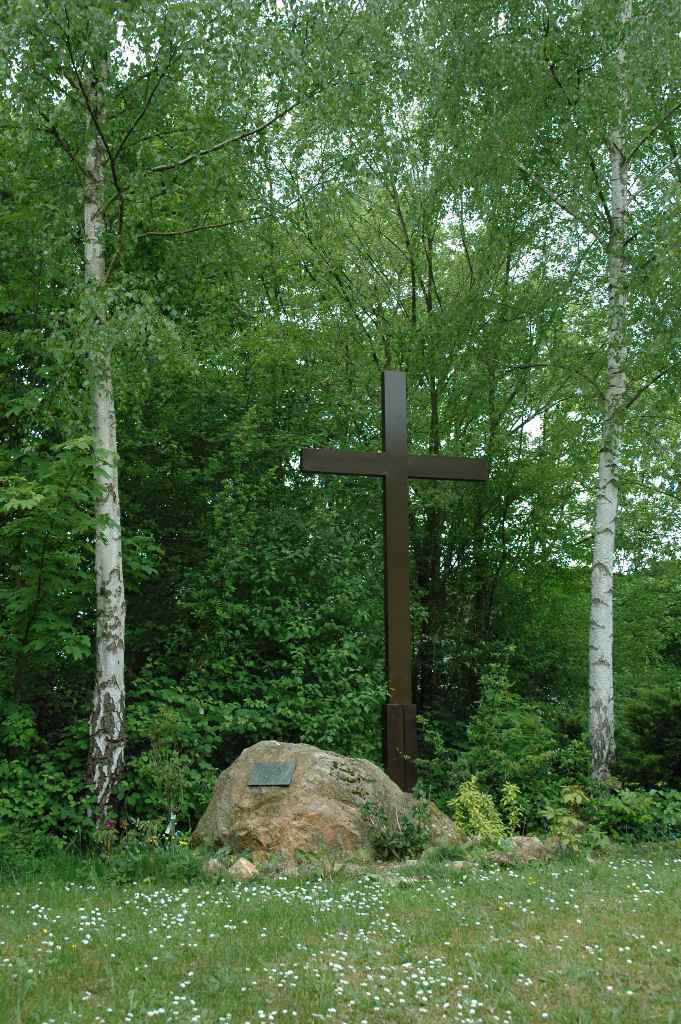
Gedenkkreuz für die Opfer des Amoklaufs

An der Schule wurde ein Gedenkkreuz für die Opfer des Amoklaufs errichtet. In Flörsheim am Main wurde 2013 ein Kreisverkehr nach Gisbert Beck benannt.